# Aḥābīsh
Col termine Aḥābīsh (in arabo ﺍﺣﺎﺑﻴﺶ‎?) si indicarono, nel periodo in cui l'Islam prese ad operare (primo quarto del VII secolo d.C.), quegli arabi abitanti del Ḥijāz, di cui non si conosce il preciso insediamento, che probabilmente sono riconducibili alla stirpe dei B. Kināna. Essi solevano fornire i propri servigi militari alla tribù dei Quraysh di Mecca e come tali presero ad esempio parte alla battaglia di Uḥud e a quella del Khandaq di Medina.
Lo studioso belga Henri Lammens, partendo dalla somiglianza del termine con quello arabo "Ḥabasha" (Abissini), ipotizzò che essi potessero essere per l'appunto mercenari provenienti dall'Etiopia ma l'ipotesi maggiormente invalsa fra gli studiosi del primo Islam è quella che gli Aḥābīsh fossero gruppi di fuoriusciti dalle varie tribù che si riferivano ai Kināna.
Il termine stesso significa "gruppo di persone non tutti di una tribù" e il più importante raggruppamento era quello dei Banū l-Ḥārith b. ʿAbd Manāt b. Kināna. Vi erano tuttavia anche i B. Nufātha b. ʿAdī b. al-Duʾil b. Bakr, i B. al-Ḥayā, i B. al-Muṣṭaliq e gli al-Haūn (a loro volta divisi in al-Qāra e ʿAḍal).
Secondo un'informazione di Ibn Habīb (Mukhabbar), gli Ahabish avrebbero particolarmente venerato gli idoli meccani di Isāf e Nāʾila.